# 京都かるがも病院
『京都かるがも病院』（きょうとかるがもびょういん）は、テレビ朝日系列にて1986年10月7日から1987年2月24日まで放送された連続テレビドラマのタイトル。全20話。
放送時間は、毎週火曜日 21:00 - 21:54。当時のテレビ朝日系列フルネット局においては同時ネット。

## 内容
京都の北野天満宮門前にある私立加茂病院を舞台に展開されるシリアスな人間ドラマをドキュメントタッチで描く。
劇中、医療療法や施設がテロップで紹介されており、作品に深みを与えた。
東映京都の作品としては珍しい群像劇。

## スタッフ
- プロデューサー:福富哲(テレビ朝日)、斉藤頼照、田中憲吾(東映)
- 脚本:放映リスト参照
- 音楽:小六禮次郎
- 医事監修:稲本晃（京都大学名誉教授）、相馬俊臣（日野中央病院）
- 音楽コーディネーター:田村進一朗
- 撮影協力:京都・北野天満宮、滋賀・日野記念病院、京都・相馬病院
- 制作協力:アイウエオ企画
- 監督:放映リスト参照
- 制作:テレビ朝日、東映

## キャスト
- 加茂 俊英：高橋英樹・・・アメリカ帰りの外科医で院長
- 望月 由美：多岐川裕美・・・小児科医
- 峰村 隆夫：田中健・・・内科医
- 山下 淳子：岡田奈々・・・産婦人科医
- 坂口 良夫：北野清治・・・専属運転手
- 原 欣也：原田和彦・・・外科医
- 渡辺 孝子：園みどり・・・看護婦
- 芳沢 あゆみ：村上理子・・・看護婦
- 中川 葉子：片岡聖子・・・看護婦
- 藤瀬 みゆき：桑田範子・・・看護婦
- 篠原 春江：丘さとみ・・・看護婦長
- 小島 佑介：鈴木瑞穂・・・麻酔・東洋医学が専門
- | [icon] | この節の加筆が望まれています。 |

## テーマ曲・音楽
- テーマ曲-「Sweeter Tragedy」作曲:小六禮次郎 / スキャット:川島和子
- コロムビアレコードよりテーマ曲と当番組のBGM曲に川島のスキャットを加えて再編曲した楽曲を収録したアルバム「魅惑のラブ・スキャット」(33CA-1466)が当番組の放送終了後の1987年4月1日に発売された。

## 放映リスト
| 話数 | サブタイトル               | 脚本              | 監督       | ゲスト出演者                               |
| ---- | -------------------------- | ----------------- | ---------- | ------------------------------------------ |
| 1    | 若すぎた母                 | 本田英郎          | 恩地日出夫 | 仙道敦子 大鶴義丹 左時枝 西沢利明 松村康世 |
| 2    | あたし食べたくない         | 佐々木守          | 恩地日出夫 | 水野久美 勝部演之 石井ひとみ               |
| 3    | あの女を救けたい           | 本田英郎          | 宮越澄     | 二宮さよ子 牧口昌代 伊沢一郎               |
| 4    | それは祇園祭りの日だった   | 本田英郎          | 恩地日出夫 | 花沢徳衛 初井言榮 立石涼子 山本圭          |
| 5    | 胃に穴があいた!            | 山田隆之          | 宮越澄     | 岡本舞 井上高志 高城淳一 牧冬吉            |
| 6    | えっ!そんなことをするの    | 小森名津          | 居川靖彦   | 阿藤海                                     |
| 7    | 手術を決意するとき         | 山田隆之          | 佐伯孚治   | 樋浦勉 山田スミ子 初音礼子                 |
| 8    | もう子どもは産みたくない   | 安斎あゆ子        | 佐伯孚治   | 赤座美代子 林優枝                          |
| 9    | 老女医の診断               | 本田英郎          | 宮越澄     | 文野朋子 北城真記子 紅萬子                 |
| 10   | もう私は描けない           | 高木謙            | 宮越澄     | 鈴鹿景子 福田公子                          |
| 11   | 診断できなかった女の病     | 山田隆之          | 上杉尚祺   | 木村弓美 三條美紀 木谷邦臣                 |
| 12   | 死を賭けた父の抗議         | 岡田光治          | 上杉尚祺   | 早川純一 内山みどり                        |
| 13   | 腎臓移植・この子は誰のもの | 長谷川公之        | 井沢雅彦   | 頭師孝雄 朝比奈順子 服部妙子 潮哲也        |
| 14   | OH！ノー私ノ血トマラナイ   | 安斎あゆ子        | 井沢雅彦   | シェリー 赤塚真人                          |
| 15   | 秘められた青春の傷痕       | 岡田光治 酒井一至 | 上杉尚祺   | 柴田善行 岩上佳寿美 三角八朗 弓恵子        |
| 16   | 病床で交わした初キス       | 山田隆之          | 上杉尚祺   | 小林かおり 宮尾すすむ                      |
| 17   | 終りなき青春               | 本田英郎          | 居川靖彦   | 萬代峰子 加藤嘉 石山律雄 泉晶子            |
| 18   | 子宮筋腫・妊婦のおののき   | 長谷川公之        | 居川靖彦   | 高畑淳子 東恵美子 北条清嗣 重久剛一        |
| 19   | 緊急、車内分娩！           | 高木謙            | 上杉尚祺   | 佐川満男 小林哲子 井上真由美 谷口孝史      |
| 20   | 死線をのり越えて           | 飛鳥ひろし        | 居川靖彦   | 高松英郎                                   |

## 前後番組
| テレビ朝日系 火曜21時台 | テレビ朝日系 火曜21時台 | テレビ朝日系 火曜21時台                 |
| 前番組                  | 番組名                  | 次番組                                  |
| ----------------------- | ----------------------- | --------------------------------------- |
| 遠山の金さんII          | 京都かるがも病院        | 新伍のわがまま大好き ※ここからABC制作枠 |